# Rosalie Cunningham (album)
Rosalie Cunningham debitantski je studijski album britanske rock-glazbenice Rosalie Cunningham. Diskografske kuće Cherry Red Records i Esoteric Antenna objavile su ga 26. srpnja 2019.

## Popis pjesama
Tekstovi i glazba: Rosalie Cunningham. 
| 1.    | »Ride on My Bike«               | 4:56  |
| 2.    | »Fuck Love«                     | 4:59  |
| 3.    | »House of the Glass Red«        | 4:01  |
| 4.    | »Dethroning of the Party Queen« | 4:20  |
| 5.    | »Nobody Hears«                  | 4:51  |
| 6.    | »Riddles and Games«             | 4:02  |
| 7.    | »Butterflies«                   | 2:49  |
| 8.    | »A Yarn from the Wheel«         | 13:44 |
| 43:45 |                                 |       |

## Recenzije
| Recenzije      | Recenzije |
| Izvor          | Ocjena    |
| -------------- | --------- |
| All About Jazz | [ 4 ]     |
| AllMusic       | [ 1 ]     |
| Sputnikmusic   | [ 5 ]     |

Album je dobio pozitivne kritike. James Christopher Monger dao mu je četiri zvjezdice od pet u recenziji za AllMusic i napisao je: „Cunningham je poznata kao pokretačka sila [skupine] Ipso Facto i (...) londonske acid rock-grupe Purson; njezin se stil, koji je sama nazvala 'vodviljsko-karnivalskom psihodelijom', promijenio s godinama, no i danas svjedočimo njezinoj kazališnoj karizmatičnosti i sposobnosti osmišljavanja originalnih aranžmana koji se nikad ne pretvaraju u pastiš. Kao samostalna glazbenica Cunningham je pretočila svoj glamurozni stil u ozbiljnije pjesme, no one su i dalje raznolike.” Jednaku je ocjenu albumu dao i Robert Davis u recenziji za Sputnikmusic, koji je izjavio: „Debitantski samostalni uradak Rosalie Cunningham zaista je šarmantan. Iako su pjesme istraživački nastrojene i prožimaju ih različiti utjecaji, i dalje je očito da je cijeli taj album najviše nadahnut slatkim zvukovima kasnih šezdesetih. Međutim, na to se nitko ne žali zato što je zahvaljujući produkciji visoke kvalitete i divnim izvedbama prepunim osjećaja riječ o najboljoj zbirci njezinih pjesama do danas.” Četiri zvjezdice od njih pet dao mu je i Glenn Astarita u recenziji za All About Jazz, koji je komentirao: „Nakon raspada Pursona, hvaljene skupine koju je osnovala, britanska pjevačica, gitaristica i klavijaturistica Rosalie Cunningham na debitantskom se albumu izdiže kao upečatljiva ličnost mješavinom klasičnoga psihodeličnog rocka i ostalih srodnih žanrova – uz dašak smionosti kao iz kabareta. Zahvaljujući tekućim zidovima zvuka, različitim taktovima i živahnim temama koji se najčešće pojavljuju u melodičnim pripjevima, melodramatična razigranost [Rosalie] Cunningham i njezina nepopustljiva strast izviru iz svake pjesme od početka do kraja.”

## Zasluge
| Glazbenici - Rosalie Cunningham – vokal, gitara, bas-gitara, klavijatura, udaraljke, produkcija, miksanje, snimanje, umjetnička direktorica - Ross Wilson – bas-gitara, gitara, bubnjevi, udaraljke, snimanje - Mark Stonell – klavijatura - Samuel Thompson – bubnjevi - Teddy Trower – bubnjevi (na pjesmi „Ride on My Bike”) - Geraldine McEwan – violina (na pjesmi „Ride on My Bike”) - Catherine Rice – violina (na pjesmi „Ride on My Bike”) - Dastardly Dashing Darius of Dudley – naracija (na pjesmi „A Yarn from the Wheel”) | Ostalo osoblje - David Holmes – tonska obrada - Ed Deegan – miksanje - Tom di Capite – omot albuma - Sister of Sinister – fotografija - Howard Rankin – fotografija - Henry Gorse – fotografija |